# Boraga
Boraga ali boreč (znanstveno ime Borago officinalis), ljudsko boreček, poraga, lisička ali murkovec, je enoletna začimbna rastlina, ki zraste do 70 cm visoko.
Izhaja iz Orienta. Ima debelo kosmato steblo in kosmate, mesnate liste. Cvetovi imajo močno modro barvo. V kulinariki se uporabljajo sveži listi (po možnosti mladi, ki imajo boljši okus). Listov se ne suši. 
Boraga ima okus, podoben kumaram, in se uporablja za:
- Zeliščne omake
- Zeleno in druge solate
- Boraga okrepi okus kumar, zato spada v solato in prikuhe iz kumar.

Borage se praviloma ne kuha, ampak se doda drobno sesekljane liste na koncu kuhanja.